# Deep Springs College

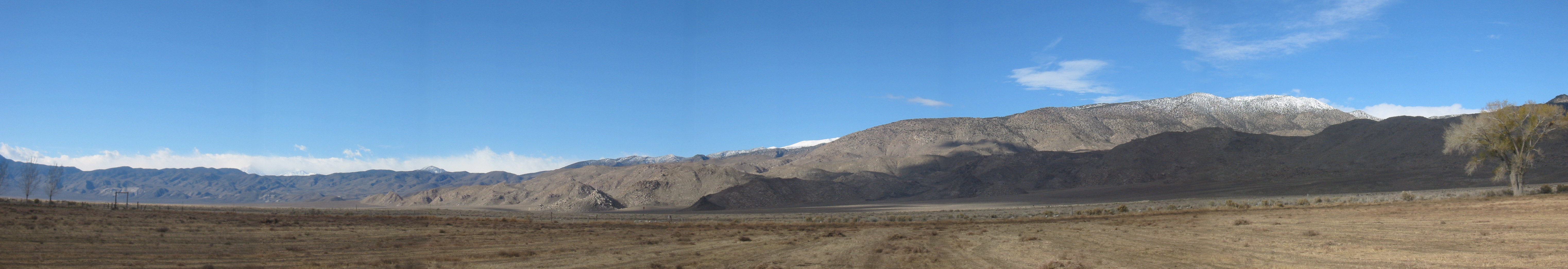
Blick von der Ranch zum Deep Springs Valley

Deep Springs College ist ein zweijähriges Liberal-Arts-College für Männer auf einer Ranch im Inyo County in der Mojave-Wüste Kaliforniens. Die Philosophie des Colleges beruht auf Studium, physischer Arbeit und Selbstbestimmung. Deep Springs hat 26 Studenten und wurde 1917 von Lucien Lucius Nunn (1853–1925) gegründet.

## Philosophie
Die Studenten von Deep Springs sollen in intensiven Kontakt mit der Natur, Arbeit und Ideen gebracht werden. Es werden keine Studiengebühren erhoben, aber Anstrengung, Selbstbestimmung und Gemeinschaftsdienste werden von jedem Studenten erwartet. Lernen soll die Lösung praktischer und sozialer Probleme ermöglichen und zielt auf intellektuelles Verständnis und humanes Handeln ab.

## Studenten
Bewerber werden von Lehrern und Studenten gemeinsam evaluiert und potentielle Kandidaten zu individuellen, mehrtägigen Interviews eingeladen. Studenten des College haben typischerweise weit über 700 Punkte im verbalen Teil des SAT und um 700 im mathematischen Teil erreicht. Zwischen 6 % und 15 % der Bewerber werden angenommen, damit gehört Deep Springs zu den selektivsten Colleges der Vereinigten Staaten.
Deep Springs ist ein zweijähriges College. Nur eine sehr kleine Minderheit (drei bis vier pro Jahrzehnt) der Studenten erwirbt nach den zwei Jahren einen Abschluss (Associate Degree), da fast alle Absolventen zu diesem Zeitpunkt an ein anderes College wechseln, um ihren Bachelor dort nach weiteren zwei Jahren abzuschließen. Viele besuchen nach Deep Springs angesehene Universitäten wie Harvard University, University of Chicago, Yale University oder Brown University.

## Arbeit auf der Ranch

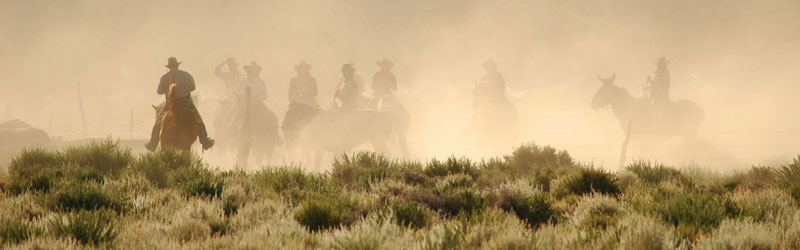
Studenten und Mitarbeiter des College beim Viehtrieb

Deep Springs ist kein landwirtschaftliches College. Die Studenten sind jedoch stark in die Arbeit auf der Ranch eingebunden. Alle sieben Wochen werden den Studenten Arbeitspositionen zugeordnet, die vom Geschirrspülen über Beherbergung bis zur Geburtshilfe bei Rindern reichen. Die Studenten arbeiten mindestens 20 Stunden pro Woche. Jeder Student kann eine Liste seiner bevorzugten Positionen einreichen, über deren Vergabe wiederum ein anderer Student entscheidet.
Die Ranch hat einen ökologisch bewirtschafteten Garten, der einen Obstgarten, ein Gewächshaus, Komposthaufen, einen Hühnerstall und Gemüsebeete umfasst.
Die Rinderherde ist etwa 300 Tiere stark. Im Sommer grasen die Tiere in den White Mountains und werden von studentischen Cowboys betreut.
Auf der Farm wird auf knapp 62 Hektar Luzerne angebaut. Die Ernte wird fast vollständig an die Rinderherde verfüttert. Der Anbau erfolgt ohne Pflanzenschutzmittel. Die Bewässerung stammt aus dem Wyman Creek und wird ergänzt durch Brunnen.

## Selbstbestimmung
Die Selbstbestimmung soll den Studenten die Möglichkeiten und Grenzen demokratischer Prozesse nahebringen. Es gibt jedoch einige Grundregeln. Dazu gehören der Verzicht auf Alkohol und andere Drogen und das Nichtverlassen des Tals während des Schuljahres. Es gibt mehrere Komitees, die sich aus Studenten und Lehrern zusammensetzen. Diese sind etwa für Bewerbungen, den Studienaufbau, die Evaluierung von Studenten und die Kommunikation mit der Außenwelt zuständig. Positionen wie Schatzmeister, Feuerwehrmeister oder Archivar werden durch Abstimmung besetzt. Jeden Freitagabend treffen sich alle Studenten und Lehrer zu mehrstündigen Diskussionen.

## Bekannte Absolventen
- Benjamin Kunkel, Schriftsteller
- William A. Masters, Agrarökonom
- Gustavus Simmons, Mathematiker
- Julian Steward, Anthropologe
- William T. Vollmann, Schriftsteller